# Leptasterias degerboelli
Leptasterias degerboelli är en sjöstjärneart som beskrevs av Heding 1935. Leptasterias degerboelli ingår i släktet Leptasterias och familjen trollsjöstjärnor. Inga underarter finns listade i Catalogue of Life.